# Amores (Luciano)

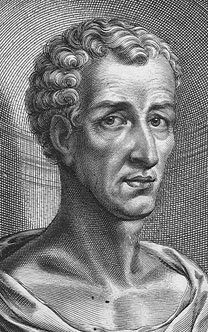
Grabado de William Faithorne (1616-1691): Luciano imaginado.

Erōtes o Amores (Griego: Ἔρωτες; "Amores", o "Los dos tipos de Amor") es un diálogo escrito en griego antiguo, considerado un ejemplo de "literatura de certamen" que compara el amor de las mujeres y el amor de los efebos y concluye que es preferible este último. El diálogo fue transmitido a través del trabajo de Luciano de Samosata, aunque se cree que el estilo del diálogo pone en cuestión su autoría. El trabajo suele aparecer citado como "Pseudo-Luciano". El Erōtes también es famoso por su vívida descripción de la Afrodita de Cnido de Praxíteles.
El mismo tema es tratado en el Amatorius de Plutarco, pero con una conclusión opuesta.